# Atkinson (Maine)
Atkinson è un comune degli Stati Uniti d'America, situato nello stato del Maine, nella contea di Piscataquis.